# 李澗
李澗（？—？），四川重慶府忠州人，清朝政治人物。
嘉慶十一年（1806年）任遵義府婺川縣知縣，同年由魏廷瑜接任。